# Пригожин, Абрам Григорьевич
Абрам Григорьевич Пригожин (17 октября 1896, Смоленск, Российская империя — 8 марта 1937, Москва, РСФСР, СССР) — советский историк-теоретик, «красный профессор».
Окончил Смоленскую гимназию. После революции принимал активное участие в боевых действиях на стороне Красной армии. Окончил Институт красной профессуры. После командировки в Англию и возвращения в СССР принял предложение Радека работать в КУТК. После разгрома оппозиции был сослан на Дальний Восток. В 1927—1928 гг. профессор ДВГУ, в 1928 г.профессор Урало-Сибирского коммунистического университета в Свердловске.
В 1928 году переехал в Ленинград. С 1928 года профессор, в 1930—1931 гг. возглавлял кафедру всеобщей истории Всесоюзного коммунистического университета им. И. В. Сталина; с 1928 г. доцент кафедры новой истории Дальнего Востока факультета языкознания и материальной культуры ЛГУ. В это же время стал проявлять интерес к теории формаций и участвовать в дискуссиях. В 1931—1932 гг. ученый секретарь Общества историков-марксистов при Коммунистической академии. С 1932 г. работал в ГАИМК (член президиума, заместитель председателя) и Ленинградском историко-лингвистическом институте АН СССР (профессор кафедры истории западноевропейского феодализма). В ГАИМК руководил теоретической работой, в том числе под его руководством была разработана «пятичленка». После ряда конфликтов в стенах ГАИМК был снят с руководящей работы и переведён на должность директора МИФЛИ.
В 1935 г. исключен из ВКП(б), в том же году арестован за связь с троцкистско-зиновьевской организацией и выслан в Уфу. Повторно арестован в июле 1936 г. и переведен в Ленинград; 7 марта 1937 г. приговорен к высшей мере наказания. Реабилитирован в 1956 г.

## Биография

### Взлёт
Абрам Григорьевич Пригожин родился 17 октября 1896 года в Смоленске в семье кустаря-кожевника. Был старшим из троих детей (младшая сестра Эсфирь (1906—1937) и брат Соломон).
Окончил исторический отдел Института красной профессуры (ИКП) по специальностям «история Западной Европы» и «история Китая» (1922-24). В 1923 командирован ИКП в Германию. В 1924-25 в командировке в Лондоне (зам. зав. отдела печати полпредства). В своих мемуарах советский разведчик Александр Бармин вспоминал, что в доме отдыха «познакомился с молодым ленинградским профессором Пригожиным, который учился в Англии и там женился на дочери Джорджа Лансбери. Он стал директором института философии в Москве, но после дела Кирова исчез. Боюсь, что он погиб вместе с другими друзьями Зиновьева. Судьба дочери Лансбери мне неизвестна». Женой Пригожина, упомянутой Барминым, была Вайолет Лансбери (англ. Violet Lansbury) — сотрудница Коминтерна, которая через несколько лет ушла от супруга и стала жить с Игорем Рейснером. Сам Пригожин впоследствии женился повторно.
После возвращения в СССР в 1926-27 — преподаватель и председатель кафедры истории Запада КУТК. В 1923-27 поддерживал троцкистскую оппозицию, но еще до XV съезда ВКП(б) порвал с троцкизмом. Тем не менее отправлен на периферию: в 1927-28 профессор ДВГУ, в 1928 году профессор Урало-Сибирского коммунистического университета в Свердловске.
С 1928 года проживал и работал в Ленинграде: профессор Всесоюзного Коммунистического университета им. И. В. Сталина, в 1930-31 председатель кафедры всеобщей истории этого университета; по совместительству с октября 1928 года штатный доцент кафедры новой истории Дальнего Востока ямфака ЛГУ. С 1928 науч. сотр. ЛИМ (после его преобразования в ЛОКА в 1930-32 действ. чл. ИИ ЛОКА); в 1929-30 чл. президиума и профессор этого института. Учёный секретарь Общества историков-марксистов при Комакадемии (1931-32)., ученый секретарь Общества историков-марксистов при Коммунистической академии (1931—1932).
В 1932 году поступил на работу в ЛИЛИ (профессор кафедры истории западноевропейского феодализма) и в Государственную академию истории материальной культуры (ГАИМК) (член президиума, заместитель председателя), из которого формировался оплот исторического материализма. Здесь Пригожин руководил работой старых профессоров, которые пошли на сотрудничество с советской властью: Струве, Грекова, Жебелева.

### Падение
Увольнение Пригожина неудачно совпало с роковой трансформацией в политической жизни страны: 1 декабря 1934 года был убит Киров, вслед зачем началась расправа над подлинными и мнимыми «троцкистами и зиновьевцами». В декабре 1934 года в Ленинграде третий раз был арестован муж Э. Г. Пригожиной, историк-китаевед, научный сотрудник Института востоковедения АН СССР и ГАИМК А. С. Поляков. Незадолго до ареста он был исключен из ВКП(б), после чего член комсомольской организации и аспирант ГАИМК С. С. Шакулов отправил в партийную организацию Московского отделения ГАИМК неофициальное письмо следующего содержания: «Прошу поставить в известность московскую парторганизацию об антипартийной деятельности А. С. Полякова. Приглашал его на работу А. Г. Пригожин и он знал об его активной работе в троцкистской оппозиции, так как он женат на его сестре, Э. Г. Пригожиной. Вчера коммунистическая организация Академии наук исключила из своих рядов А. С. Полякова как члена контрреволюционной подпольной организации. Все это говорит о том, что А. Г. Пригожин не порывал со своим прошлым».
В январе 1935 года Пригожин был исключен из ВКП(б). 11 апреля 1935 года он был арестован за связь с членами «троцкистской группы» Саратовского пединститута — бывшими сокурсниками Пригожина по ИКП.

## Пригожин как теоретик марксизма и организатор науки

### Ранние работы
Первая научная публикация Пригожина была посвящена видному деятелю Французской революции Гракху Бабёфу. Как было указано в предисловии к очерку, «настоящая работа имеет своим первоначальным источником доклад, прочитанный на эту же тему в семинарии товарища В. П. Волгина по „Истории социализма“, в Институте Красной Профессуры. Отсутствие в марксистской литературе, вообще, и в русской, в частности, исследования о великом „провозвестнике диктатуры пролетариата“, а также не совсем правильное освещение роли бабувизма в истории развития коммунистической мысли со стороны некоторых исследователей побудили автора расширить свой доклад до предлагаемого вниманию читателя очерка». Автор сразу оговаривал, что работа не предназначена для специалистов, издана — по причине отсутствия более-менее полноценной литературы, освещающей идеологию Бабёфа и имеет ряд недостатков: «пришлось в качестве первоисточников пользоваться лишь случайными газетами и памфлетами Бабёфа, имевшимися в Институте им. Маркса и Энгельса. Это отсутствие полного комплекта газет Бабёфа, как и полного собрания его сочинений, обнаружилось впоследствии — после знакомства с литературой о Бабёфе, имеющейся в Лондонском Британском музее. Естественно, что недостающие данные из первоисточников пришлось пополнять из имевшейся под рукой литературы о данном предмете, указанной в конце настоящего очерка».

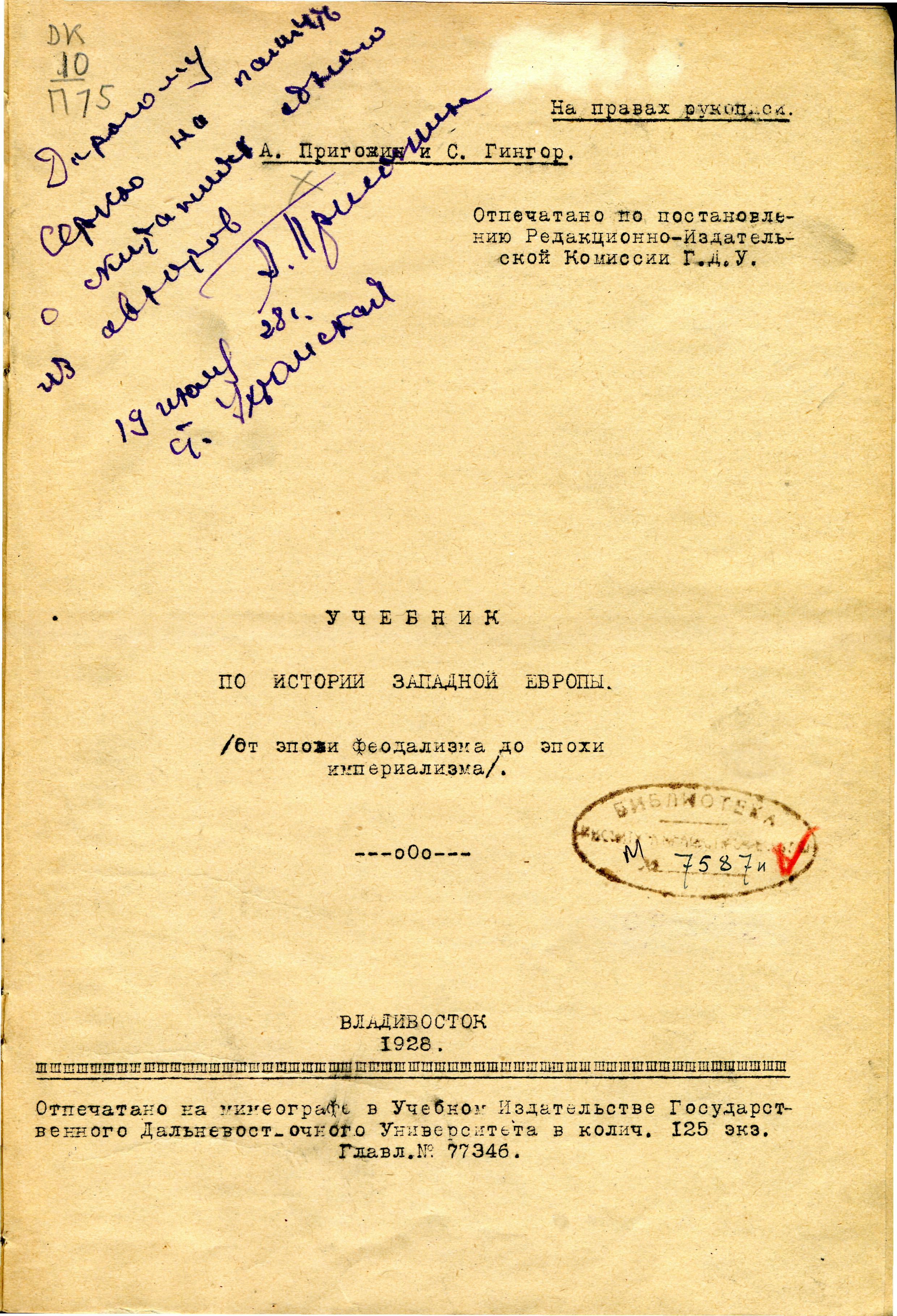
Автограф Пригожина на титуле второго издания «Учебника по истории Западной Европы». Надпись гласит: «Дорогому Сергею на память о скитаниях одного из авторов. А. Пригожин»

Сам очерк состоял из 6 разделов. Начав с очерка положения промышленности и рабочего класса в период Директории, Пригожин переходит к рассмотрению раннего этапа жизни Бабефа и к его воззрениям этого времени. Затем события жизни французского коммуниста излагаются параллельно с описанием эволюции его идей. Постепенно на протяжении глав 3—5 автор прослеживает, как Бабёф из приверженца идей черного передела становится проповедником полного обобществления собственности. Глава 5 посвящена рассказу о заговоре равных и о его крахе, глава 6 — анализу идей Бабефа — бабувизму.
Первая рецензия Браславского в журнале «Красная новь» дала книге положительную оценку. Рецензент противопоставлял книгу Пригожина книга Мориса Доманже, перевод которой появился на русском в том же 1925 году, и отмечал, что «работа Пригожина по научной основательности и серьёзности значительно превосходит книгу Доманже». Браславский высоко оценивал книгу выпускника Института красной профессуры и настоятельно рекомендовал её для всех, изучающих историю социализма.
Вслед за рецензией Браславского в печать вышла рецензия историка С. М. Моносова, автора книги «Очерки по истории Якобинского клуба» (1925), в будущем — предшественник Пригожина на посту директора МИФЛИ (1931—1932). В своих оценках Моносов был менее комплиментарен: рецензент отмечал слабую осведомлённость Пригожина в политической палитре эпохи Директории, а также резко возражал против причисления Бабёфа к сторонникам «аграрного коммунизма» — вывод, который Пригожин сделал на основании того, что Бабёф нигде и никогда не выступал за обобществление промышленных предприятий, которых попросту не существовало в должном количестве в эпоху Директории. Моносов также указал на неряшливость автора книги в оформлении сносок: «многочисленные цитаты из авторов разных аграрных проектов взяты тов. Пригожиным не из подлинников, а из всем доступной, имеющейся на русском языке, работы Вольтерса „Очерк истории аграрных отношений и аграрного вопроса в XVIII веке во Франции“. Однако это обстоятельство нигде не оговорено, и у неискушённого читателя может появиться впечатление проработки тов. Пригожиным всего этого материала по подлинникам». Совсем непозволительной рецензент счёл ссылку на второй том «Немецко-французского ежегодника», изданного Марксом, который попросту никогда не существовал. В заключении Моносов выразил надежду, что к выходу второго издания автор книги устранит все указанные недостатки, большая часть которых была вызвана очевидной спешкой и неряшливостью.
Следующей работой Пригожина стал учебник по истории Западной Европы, опубликованный в годы преподавания в КУТВ на русском и китайском языках. В 1928 году он был переиздан во Владивостоке, куда Пригожин был сослан на короткое время.
После возвращения из дальневосточной ссылки в Ленинград Пригожин активно увлекается вопросами и теории и в скором времени занимает позицию ведущего теоретика в вопросах марксизма и теории общественно-экономических формаций. В 1930 году выходит его брошюра «Учение К. Маркса и Ф. Энгельса о феодализме, как общественной формации», а в 1931 году свет увидели две статьи, посвящённые схожей проблематике: «Проблема общественных формаций (ответ Дубровскому С. Μ.)» и «Маркс и Ф. Энгельс о феодализме как общественной формации».

### ГАИМК
Появления Пригожина в ГАИМК произошло на фоне важной трансформации в советской науке. Ещё в конце 1929 года Сталин на конференции аграрников-марксистов поставил вопрос о подчинении научной работы революционным задачам. После публикации письма И. В. Сталина в журнал     «Пролетарская революция» идеологизация науки вышла на новый, ранее не виданный уровень. Последовавшее следом Академическое дело стало самым громким свидетельством давней, ранее не столь заметной борьбы со старыми академиками, на смену которым были призвана новая поросль молодых «красных профессоров», выпестованных и взлелеянных уже новой, советской властью. На фоне разворачивающихся перемен некоторые старые академики, как Струве, Жебелев и Греков, искали сотрудничества с новой властью:

Рассуждали они примерно так: да, большевики захватили власть силой и совершили много преступлений и глупостей. Но власть они как никак удержали, и народ с ними смирился. Судя по ряду признаков (НЭП), они кое-что поняли и некоторых преступлений и глупостей уже не делают. Они вновь собрали распавшуюся Россию и не без успеха возрождают ее величие. Значит, можно и даже должно сотрудничать с ними во имя великой России, ради спасения русских национальных традиций, русской науки и культуры, объясняя малограмотным руководителям, что следует делать в той или иной области. Прибавьте к этому честолюбие, желание быть на первом месте, часто вовсе не безосновательное.

Именно для работы с представителями старой академической науки в ГАИМК и был направлен Пригожин. С появлением нового руководителя («молодого партийного наглеца», по выражению А. К. Гаврилова) институт, который ранее занимался преимущественно источниковедческими исследованиями, в 1932 году практически одномоментно переориентировался на решение крупных теоретических задач. Вопросы теории соответствовали запросу времени: в пику популярной в западной историографии концепции контиунитета (преемственности) истории, советские историки отстаивали важность революционных изменений (в частности, концепция «революции рабов», выдвинутая Жебелевым) и сменяемости формаций. После выступления Сталина на съезде ударников-колхозников 19 февраля 1933 года тезис о «революции рабов» прочно вошёл в арсенал советской исторической науки. Основным теоретиком и проводником теоретической линии партии и Сталина стал Пригожин. Не имея должной профессиональной подготовки, он тем не менее направлял и координировал работу маститых академиков — его теоретические изложения предваряли речь академиков как во время живых выступлений, так и в печати.
Историк советской науки Формозов дал следующую характеристику данному процессу:

Не может быть и речи о стихийном течении процесса. Перед нами цепь явно организованных мероприятий в рамках ГАИМК. Обычно у нас говорили об овладении марксизмом лучшими представителями дореволюционной профессуры и о подключении их к деятельности давно сложившихся марксистов из революционной среды. Думается, ясно, что дело обстояло иначе. Партийные деятели ГАИМК Быковский, Пригожин, Цвибак, поднаторев в марксизме, но не владея конкретным материалом, сами подбирали себе союзников и консультантов из среды старой профессуры. Не Струве и Греков разработали марксистскую концепцию истории Древнего Востока и Древней Руси, а люди типа Пригожина и Цвибака подсунули старым ученым некие тезисы, к которым те подобрали определенную сумму фактов из исторических источников.

29 марта 1933 года в Москве на сессии Института истории Коммунистической Академии Пригожин выступил с докладом «Маркс о социально-экономических формациях». В нём он дал характеристику формаций и постарался выделить основное противоречие для каждой из них. Выступивший 30 марта в прениях А. Д. Удальцов сказал, что доклад Пригожина «подводит для нас итоги той методологической работы, которая до сих пор у нас в Москве и Ленинграде была проделана. Нам теперь пора уже от рассмотрения и выяснения общих методологических вопросов… перейти к конкретным теоретическим работам и дать ряд научно-исследовательских работ». Участники прений не спорили с докладчиком, а только конкретизировали и дополняли сказанное им, обращаясь к материалу того участка истории, который тот или иной присутствовавший в аудитории историк считал своей специальностью.
4 июня 1933 г. Пригожин выступил в ГАИМК с докладом «Проблема социально-экономических формаций обществ древнего Востока». Он не просто предварял главный доклад, который должен был сделать ученый «старой школы» В. В. Струве, но и фактически открывал собою дискуссию по теоретическим проблемам формаций. Струве выступал на тему «Проблема зарождения, развития и упадка рабовладельческих обществ Древнего Востока». Разрабатывая теорию пяти формаций в истории человечества, Пригожин и Струве, как ранее Дубровский (а до него — Богданов), отстаивали идею рабовладельческого характера обществ Древнего Востока. Видимо, под влиянием Струве, сообразуясь с хронологией существования восточных обществ, Пригожин сменил первоначальную характеристику социальных отношений в этих обществах и признал их рабовладельческими. Если выступления Жебелева и Грекова носили частный характер, то в докладах Пригожина и в меньшей степени Струве выстраивалась теоретическая схема пяти формаций.
Историк И. М. Дьяконов вспоминал:

ГАИМК помещался с самого своего основания в Мраморном дворце (потом там был Музей Ленина). Мы пришли довольно поздно; громадный (как мне показалось) зал был полон народу — сидело несколько сот человек. Заседание открыл Пригожин — вместе с Материным первый в Ленинграде теоретик в области истории. После довольно пространной вводной речи он дал слово Струве. Содержание его доклада здесь нет смысла перелагать. Как этот доклад, так и прения по нему были через несколько месяцев опубликованы в «Известиях ГАИМК», а года через два-три номер этого журнала был изъят из библиотек — не из-за доклада Струве, а из-за Пригожина.

20 января 1934 года Пригожин выступил на пленуме ГАИК с докладом «Ленин и основные проблемы докапиталистических формаций», который был посвящён 10-летию со дня смерти Ленина. В нём учёный дал оценку новым терминам, которые были введены в оборот Лениным: «общественно-экономическая формация» и «общественно-экономический уклад» — термины, которые не использовались ни Марксом, ни Энгельсом. Пригожин выяснил взгляды Ленина на рабовладельческий способ производства, а также охарактеризовал воззрения вождя революции на крепостничество и феодализм. Это был последний опубликованный доклад Пригожина.
За время работы в Академии А. Г. Пригожин зарекомендовал себя как амбициозный, конфликтный и несдержанный человек. Ф. В. Кипарисов отмечал неаккуратность А. Г. Пригожина в работе (неточности в отчетах, личное пользование казенными вещами), невоздержанность и бестактность. в личных взаимоотношениях с коллегами. На собраниях Ф. В. Кипарисов неоднократно пытался пресекать опасные высказывания А. Г. Пригожина о политическом положении в стране: «…все, что происходит в партии он считает возможным за счет личных связей и знакомств. Меня он называл наивным идеалистом за мое несогласие с этим. Он говорил, что у него нет несогласия с партией, а есть неверие в отдельных лиц, сидящих там». Ф. В. Кипарисов отмечал бестактные выражения А. Г. Пригожина на партийных собраниях ГАИМК: «часто говорит „а кто будет делать не так, тому морду набьем“ — эта „морда“ любимое выражение Пригожина производит конечно крайне гнетущее впечатление на беспартийных специалистов, среди которых есть почтенные академики — видно, что их физически тошнит от этого. Я уже не говорю, что бестактность Пригожина, выражается в том, что он будучи никаким специалистом по античному миру, считает уместным писать предисловия к работам академика Жебелева или по истории Древнего Востока к работам профессора Струве. На них, по-видимому это производит тяжелое впечатление, хотя они мрачно молчат на эту тему».

### Разгром
Ещё до увольнения из ГАИМК Пригожин стал стремительно терять позиции. В начале 1934 года в печати появились негативные отзывы на его книгу «Карл Маркс и проблема социально-экономических формаций». И если мартовская рецензия Ситковского содержала сдержанную критику, то отзыв Кинкулькина изобиловал резкими, язвительными выпадами.
В № 6 «Проблем истории докапиталистических обществ» за 1934 года Пригожин исчезает из списка членов редколлегии. Рецензия М. П. Жакова, опубликованная в июле того же года на всё ту же книгу, была наполнена резкой, въедливой, уничижительной критикой в адрес бывшего главного теоретика. Ещё более жёсткую критику обрушил на голову Пригожина московский историк А. Д. Удальцов в январском номере. Рецензия совпала с арестом Полякова, которое грозило Пригожину куда большими проблемами, чем грубая критика на страницах печати: имя Пригожина стало пропадать из упоминаний. В выпущенном в 1936 году «Указателе работ ГАИМК, изданных в 1921—1935 гг.». По свидетельству Дьяконова, работы Пригожина стали изыматься из библиотек. В 1937 году находившийся в заключении Пригожин в статье авторства ведущих советских археологов был назван «врагом народа» и вредителем: «Вредители сумели проникнуть и занять руководящие посты в крупнейших исследовательских учреждениях этой области науки, в Государственной академии истории материальной культуры (ГАИМК) и Институте антропологии, археологии и этнографии Академии наук (ИАЭ). Враги народа Пригожин и др. в течение многих лет использовали эти научные учреждения, превратив их в оперативную базу своей вредительской, подрывной работы».
В 2012 году философ Кораков дал такую характеристику Пригожину: 

Подлинный создатель знаменитой «пятичленки» советского истмата, на «изучении» которой десятилетиями паразитировали те, кто объявил Пригожина «троцкистским террористом».